# Klenoec (Drugovo)
Klenoec (macedónul: Кленоец) település Észak-Macedóniában, a Délnyugati körzet Kicsevói járásában, 2013-ig a Drugovói járás része volt, ami teljes egészében beolvadt a Kicsevói járásba.

## Népesség
| Lakosok száma | 220  | 216  | 149  | 56   | 37   | 11   | 22   | 21   | 20   |
|               | 1948 | 1953 | 1961 | 1971 | 1981 | 1991 | 1994 | 2002 | 2021 |

2002-ben 21 lakosa volt, akik mindannyian macedónok.